# Rinuccini

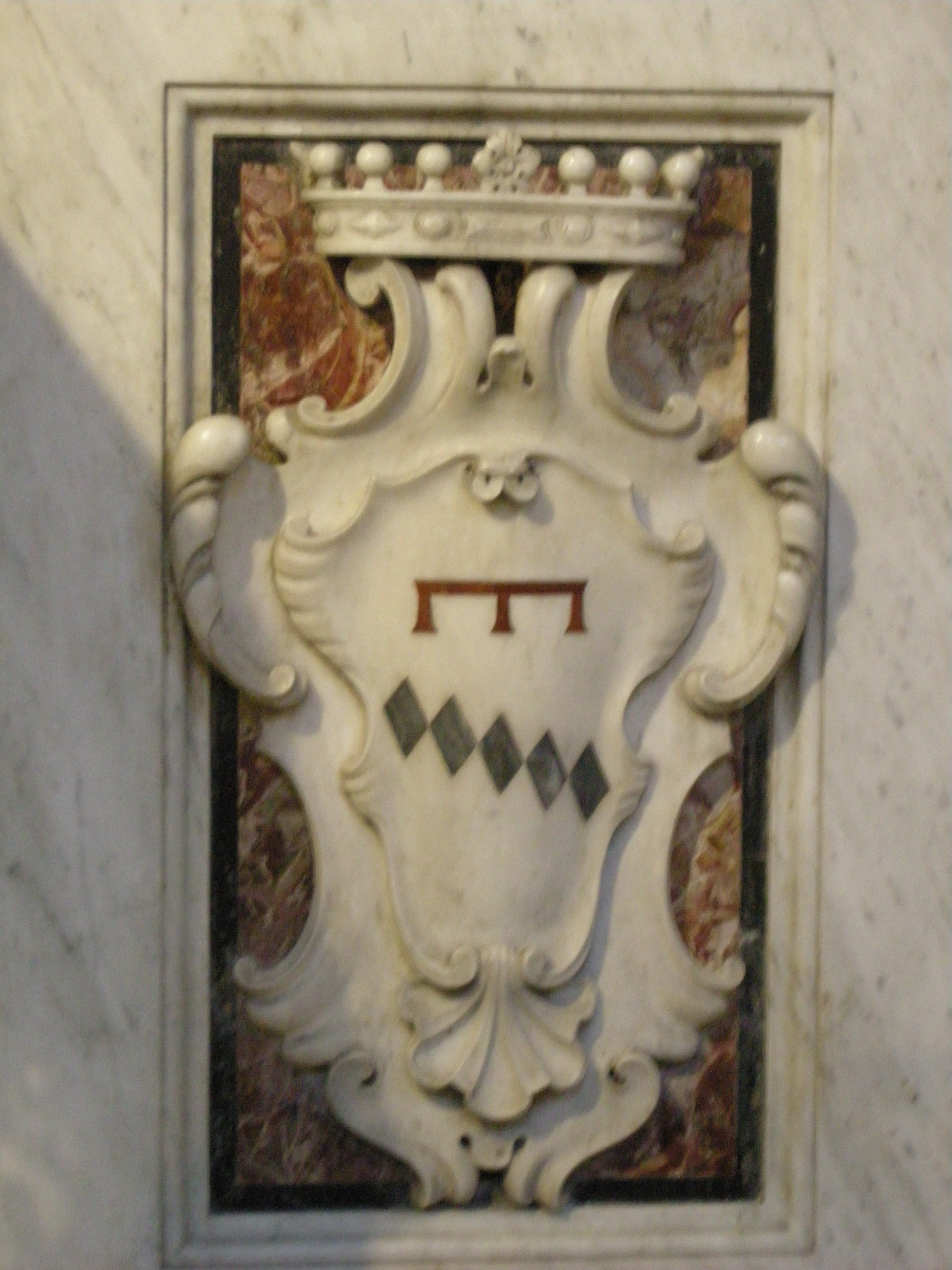
Stemma marmoreo di Casa Rinuccini nel trasmetto destro della
Chiesa di San Paolino a Firenze.

La Casata dei Rinuccini è stata una famiglia nobile italiana, insediatasi a Firenze sin dal XIII secolo.

## Storia

### Origini e ascesa
La famiglia, originaria di Cona nel Valdarno superiore, nel XIII secolo si stabilì a Firenze con un certo Lapo di Rinuccino, che viene considerato il capostipite della casata. La fortuna della famiglia iniziò con Francesco (1316–1381), nipote di Lapo, che accumulò varie ricchezze e si dedicò attivamente alla politica. Francesco prestò somme ragguardevoli alla città di Firenze, occorrendo per la compra di Prato nel 1350 e per la guerra di Pisa nel 1363. Inoltre, ottenne il priorato (1363) e fu commissario di guerra durante il conflitto con Gregorio XI.
Dal matrimonio di Pierfrancesco (1553–1599), fratello di Ottavio, con Virginia Ridolfi, vennero alla famiglia Rinuccini il titolo marchionale e il feudo di Baselice nel Regno di Napoli.
Tra i membri della famiglia che si distinsero nel campo ecclesiastico, si ricordano: Matteo di Alessandro, che fu arcivescovo di Pisa dal 1577 alla morte (1582); Giovanni Battista di Camillo, che fu arcivescovo di Fermo dal 1625 alla morte (1653) e legato apostolico in Irlanda dal 1645 al 1649; Francesco di Orazio, che fu arcivescovo di Pistoia dal 1656 alla morte (1678); Giovanni di Folco (1743–1801), che fu governatore di Roma nel 1789 e creato cardinale nel 1794.
Tra gli uomini d'arme si ricorda Benedetto di Iacopo che, militando sotto il condottiero Francesco Ferrucci (1489–1530) nel 1530, stette alla guardia di Pisa e partecipò più tardi alla battaglia di Montemurlo (1537), rimanendo prigioniero.
Nel XIV secolo si distinse il poeta stilnovista Cino Rinuccini, che scrisse le lodi di Dante, Petrarca e Boccaccio.
Alla fine del XVI secolo visse l'esponente forse più famoso della famiglia, il librettista Ottavio Rinuccini che scrisse i primi libretti del nascente melodramma, come la Dafne o Il ballo delle ingrate, rispettivamente per Jacopo Peri e Claudio Monteverdi.

### Rapporto con Casa de' Medici
Alamanno Rinuccini visse tra il XV e il XVI secolo e fu un acerrimo avversario di Lorenzo de' Medici: fautore dell'indipendanza della Repubblica, ha lasciato il libro di memorie Ricordi di Filippo Rinuccini dal 1282 al 1460, colla continuazione di Alamanno e Nero sui figli fino al 1506, dove il Magnifico è spesso chiamato "tiranno".
I rapporti coi Medici, a parte questo episodio, furono per i Rinuccini sempre favorevoli: per esempio verso il 1730 venne commissionato a Girolamo Ticciati un bassorilievo celebrante le doti di liberalità e munificenza dei Medici e una serie di tondi coi ritratti dei maggiori rappresentanti di Casa Medici.

### XIX secolo ed estinzione
Nell'Ottocento la famiglia si estinse nel ramo maschile con Pierfrancesco (1788–1848), mentre in linea femminile con sua figlia Eleonora (1813–1886), che nel 1834 aveva sposato il marchese Neri dei principi Corsini.

## Residenze
Tra le residenze fiorentine dei Rinuccini si ricordano Palazzo Rinuccini in via de' Cimatori e il Palazzo Rinuccini in via Santo Spirito. A Roma, la famiglia fu proprietaria dalla fine del Seicento di quello che in seguito divenne noto come Palazzo Bonaparte. Si diramarono anche a Napoli, dove possedettero un palazzo nell'attuale Piazza Dante.

## Armoriale
| Stemma | Blasonatura |
|        | D'argento, alla banda di losanghe accollate d'azzurro.                                                                                         |
| Stemma | Blasonatura |
|        | D'argento, alla banda di losanghe accollate d'azzurro, accompagnata in capo da un lambello a tre pendenti di rosso. (Raccolta stemmi Trippini) |
| Stemma | Blasonatura |
|        | D'argento, alla banda di losanghe accollate d'azzurro, accompagnata in capo da un lambello a quattro pendenti di rosso.                        |
| Stemma | Blasonatura |
|        | D'argento, alla banda di losanghe accollate d'azzurro, accompagnata in capo da un lambello a cinque pendenti di rosso.                         |

## Marchesi di Baselice
- Carlo Rinuccini, I marchese di Baselice (1596-1666)
- Pierfrancesco Rinuccini, II marchese di Baselice (1631-1686)
- Folco Rinuccini, III marchese di Baselice (1635-1709)
- Carlo Andrea Rinuccini, IV marchese di Baselice (1679-1748)
- Folco Rinuccini, V marchese di Baselice (1719-1760)
- Alessandro Rinuccini, VI marchese di Baselice (1745-1806)
- Pierfrancesco Rinuccini, VII marchese di Baselice (1788-1848)

Casata estinta in linea maschile

## Albero genealogico della famiglia Rinuccini
|                                                 |                                                                             |                                                                             |                                                                                   |                                                                                   |                                                                                |                                                    |                                                    |                                            |                       |
|                                                 |                                                                             |                                                                             | Lapo *1250 †1330 ?                                                                |                                                                                   |                                                                                |                                                    |                                                    |                                            |                       |
|                                                 |                                                                             |                                                                             |                                                                                   |                                                                                   |                                                                                |                                                    |                                                    |                                            |                       |
|                                                 |                                                                             |                                                                             |                                                                                   |                                                                                   |                                                                                |                                                    |                                                    |                                            |                       |
|                                                 |                                                                             |                                                                             | Rinuccino detto "Cino" †1320 Teresa Corbizzi                                      |                                                                                   |                                                                                |                                                    |                                                    |                                            |                       |
|                                                 |                                                                             |                                                                             |                                                                                   |                                                                                   |                                                                                |                                                    |                                                    |                                            |                       |
|                                                 |                                                                             |                                                                             |                                                                                   |                                                                                   |                                                                                |                                                    |                                                    |                                            |                       |
|                                                 |                                                                             |                                                                             | Francesco *1316 †1381 Filippa de' Bardi                                           |                                                                                   |                                                                                |                                                    |                                                    |                                            |                       |
|                                                 |                                                                             |                                                                             |                                                                                   |                                                                                   |                                                                                |                                                    |                                                    |                                            |                       |
|                                                 |                                                                             |                                                                             |                                                                                   |                                                                                   |                                                                                |                                                    |                                                    |                                            |                       |
|                                                 |                                                                             | Filippa †1390 Tommaso Soderini                                              | Filippa †1390 Tommaso Soderini                                                    | Rinuccino detto "Cino" *1350 †1417 Elisabetta Adimari                             | Rinuccino detto "Cino" *1350 †1417 Elisabetta Adimari                          |                                                    |                                                    |                                            |                       |
|                                                 |                                                                             |                                                                             |                                                                                   |                                                                                   |                                                                                |                                                    |                                                    |                                            |                       |
|                                                 |                                                                             |                                                                             |                                                                                   |                                                                                   |                                                                                |                                                    |                                                    |                                            |                       |
|                                                 |                                                                             |                                                                             | Iacopo *? †? Cassandra Guadagni                                                   | Iacopo *? †? Cassandra Guadagni                                                   | Filippo *1392 †? Teresa Vettori                                                | Filippo *1392 †? Teresa Vettori                    |                                                    |                                            |                       |
|                                                 |                                                                             |                                                                             |                                                                                   |                                                                                   |                                                                                |                                                    |                                                    |                                            |                       |
|                                                 |                                                                             |                                                                             |                                                                                   |                                                                                   |                                                                                |                                                    |                                                    |                                            |                       |
|                                                 |                                                                             |                                                                             |                                                                                   | Neri *1436 †? Falchetta de' Vieri                                                 | Neri *1436 †? Falchetta de' Vieri                                              | Alamanno *? †? ?                                   | Alamanno *? †? ?                                   |                                            |                       |
|                                                 |                                                                             |                                                                             |                                                                                   |                                                                                   |                                                                                |                                                    |                                                    |                                            |                       |
|                                                 |                                                                             |                                                                             |                                                                                   |                                                                                   |                                                                                |                                                    |                                                    |                                            |                       |
|                                                 |                                                                             |                                                                             |                                                                                   | Alessandro *1468 †1532 Maddalena Baroncelli                                       |                                                                                |                                                    |                                                    |                                            |                       |
|                                                 |                                                                             |                                                                             |                                                                                   |                                                                                   |                                                                                |                                                    |                                                    |                                            |                       |
|                                                 |                                                                             |                                                                             |                                                                                   |                                                                                   |                                                                                |                                                    |                                                    |                                            |                       |
|                                                 | Ippolita *? †? Bernardo Machiavelli                                         | Ippolita *? †? Bernardo Machiavelli                                         | Francesco *1508 †1573 Luisa Portinari                                             | Francesco *1508 †1573 Luisa Portinari                                             | Matteo *1517 †1582 arcivescovo di Pisa                                         | Matteo *1517 †1582 arcivescovo di Pisa             | Tommaso *1518 †1564 Smeralda Gianfigliazzi         | Tommaso *1518 †1564 Smeralda Gianfigliazzi |                       |
|                                                 |                                                                             |                                                                             |                                                                                   |                                                                                   |                                                                                |                                                    |                                                    |                                            |                       |
|                                                 |                                                                             |                                                                             |                                                                                   |                                                                                   |                                                                                |                                                    |                                                    |                                            |                       |
|                                                 | Pierfrancesco *1559 †1599 Maria Virginia Ridolfi                            | Pierfrancesco *1559 †1599 Maria Virginia Ridolfi                            | Marietta *? †? Lorenzo Corsini                                                    | Marietta *? †? Lorenzo Corsini                                                    | Ottavio *? †? ?                                                                | Ottavio *? †? ?                                    | Camillo *1564 †1649 Virginia Bandini               | Camillo *1564 †1649 Virginia Bandini       |                       |
|                                                 |                                                                             |                                                                             |                                                                                   |                                                                                   |                                                                                |                                                    |                                                    |                                            |                       |
|                                                 |                                                                             |                                                                             |                                                                                   |                                                                                   |                                                                                |                                                    |                                                    |                                            |                       |
| Luigia *? †? Giulio Vitelli, marchese di Bucine | Luigia *? †? Giulio Vitelli, marchese di Bucine                             | Carlo, I marchese di Baselice *1596 †1666 Lucrezia Riccardi                 | Carlo, I marchese di Baselice *1596 †1666 Lucrezia Riccardi                       |                                                                                   |                                                                                | Giovanni Battista *1592 †1653 arcivescovo di Fermo | Giovanni Battista *1592 †1653 arcivescovo di Fermo | Tommaso *1596 †1682 ?                      | Tommaso *1596 †1682 ? |
|                                                 |                                                                             |                                                                             |                                                                                   |                                                                                   |                                                                                |                                                    |                                                    |                                            |                       |
|                                                 |                                                                             |                                                                             |                                                                                   |                                                                                   |                                                                                |                                                    |                                                    |                                            |                       |
|                                                 | Pierfrancesco, II marchese di Baselice *1631 †1686 Maria Maddalena Riccardi | Pierfrancesco, II marchese di Baselice *1631 †1686 Maria Maddalena Riccardi |                                                                                   | Folco, III marchese di Baselice *1635 †1709 1.Cassandra Gherardi 2.Anna Gerini    | Folco, III marchese di Baselice *1635 †1709 1.Cassandra Gherardi 2.Anna Gerini |                                                    |                                                    |                                            |                       |
|                                                 |                                                                             |                                                                             |                                                                                   |                                                                                   |                                                                                |                                                    |                                                    |                                            |                       |
|                                                 |                                                                             |                                                                             |                                                                                   |                                                                                   |                                                                                |                                                    |                                                    |                                            |                       |
|                                                 | Lucrezia *? †1706 Filippo Corsini, II marchese di Sismano                   | Lucrezia *? †1706 Filippo Corsini, II marchese di Sismano                   | 1.Carlo Andrea, IV marchese di Baselice *1679 †1748 Teresa Vittoria Guicciardini  | 1.Carlo Andrea, IV marchese di Baselice *1679 †1748 Teresa Vittoria Guicciardini  | 2.Maria Virginia *? †? Cerbone del Nero                                        | 2.Maria Virginia *? †? Cerbone del Nero            |                                                    |                                            |                       |
|                                                 |                                                                             |                                                                             |                                                                                   |                                                                                   |                                                                                |                                                    |                                                    |                                            |                       |
|                                                 |                                                                             |                                                                             |                                                                                   |                                                                                   |                                                                                |                                                    |                                                    |                                            |                       |
|                                                 |                                                                             |                                                                             | Folco, V marchese di Baselice *1719 †1760 Camilla Aldobrandini                    |                                                                                   |                                                                                |                                                    |                                                    |                                            |                       |
|                                                 |                                                                             |                                                                             |                                                                                   |                                                                                   |                                                                                |                                                    |                                                    |                                            |                       |
|                                                 |                                                                             |                                                                             |                                                                                   |                                                                                   |                                                                                |                                                    |                                                    |                                            |                       |
|                                                 |                                                                             | Giovanni *1743 †1801 cardinale                                              | Giovanni *1743 †1801 cardinale                                                    | Alessandro, VI marchese di Baselice *1745 †1806 Maria Teresa de' Bardi            | Alessandro, VI marchese di Baselice *1745 †1806 Maria Teresa de' Bardi         |                                                    |                                                    |                                            |                       |
|                                                 |                                                                             |                                                                             |                                                                                   |                                                                                   |                                                                                |                                                    |                                                    |                                            |                       |
|                                                 |                                                                             |                                                                             |                                                                                   |                                                                                   |                                                                                |                                                    |                                                    |                                            |                       |
|                                                 |                                                                             |                                                                             |                                                                                   | Pierfrancesco, VII marchese di Baselice *1788 †1848 Teresa Antinori               |                                                                                |                                                    |                                                    |                                            |                       |
|                                                 |                                                                             |                                                                             |                                                                                   |                                                                                   |                                                                                |                                                    |                                                    |                                            |                       |
|                                                 |                                                                             |                                                                             |                                                                                   |                                                                                   |                                                                                |                                                    |                                                    |                                            |                       |
|                                                 |                                                                             |                                                                             | Maria Anna *1812 †1880 Giorgio Teodoro Trivulzio, VII marchese di Sesto Ulteriano | Maria Anna *1812 †1880 Giorgio Teodoro Trivulzio, VII marchese di Sesto Ulteriano | Eleonora *1813 †1886 Neri Corsini                                              | Eleonora *1813 †1886 Neri Corsini                  |                                                    |                                            |                       |